# Neuried, München
Neuried là một đô thị thuộc huyện Munich bang Bayern nước Đức.